# Louise de Hohenlohe-Langenbourg
Louise de Hohenlohe-Langenbourg, née le 22 août 1799 à Langenbourg et morte le 17 janvier 1881 à Koschentin, est une princesse de Hohenlohe-Langenbourg, fille du prince Charles-Louis de Hohenlohe-Langenbourg et d'Amélie-Henriette de Solms-Baruth, et épouse du prince Adolphe de Hohenlohe-Ingelfingen.

## Biographie
Louise-Charlotte-Jeanne naît le 22 août 1799 à Langenbourg. Elle est le huitième enfant et la sixième fille de la famille du prince Charles-Louis de Hohenlohe-Langenbourg et de son épouse Amélie-Henriette de Solms-Baruth. Ses sœurs aînées sont Élisabeth, Constance et Émilie (bg), et son frère aîné est Ernest. D'autres enfants sont morts avant sa naissance. Plus tard, la famille s'agrandit avec cinq autres enfants.
À l'âge de 19 ans, Louise tombe amoureuse du prince Adolphe de Hohenlohe-Ingelfingen, âgé de 24 ans. Ils se marient le 19 avril 1819 à Langenbourg. Le couple a dix enfants, dont cinq atteignent l'âge adulte :
- Charles (19 novembre 1820 - 1er mai 1890), homme politique prussien, mort sans descendance ;
- Amédée (5 août 1822 - 16 août 1822) ;
- Constance (24 juillet 1823 - 26 août 1823) ;
- Frédéric-Louis (1824 - 1825) ;
- Frédéric-Guillaume (9 janvier 1826 - 24 octobre 1895), général de cavalerie prussien, marié à la comtesse Anne von Giech (de), ils ont cinq enfants ;
- Kraft (2 janvier 1827 - 16 janvier 1892), général d'artillerie prussien, marié à Louisa Thieu ;
- Hélène (1827 - 1828) ;
- Adélaïde (13 mai 1830 - 15 février 1892), morte sans descendance ;
- Agnès (27 juillet 1831 - 4 août 1831) ;
- Louise (25 mars 1835 - 15 juillet 1913), mariée avec le comte Alfred d'Erbach-Fürstenau, ils ont dix enfants.

En 1862, son mari devient ministre-président de Prusse et occupe ce poste pendant six mois avant l'arrivée au pouvoir d'Otto von Bismarck. Après cela, il se retire de la politique, et meurt le 24 avril 1873 à Koschentin.

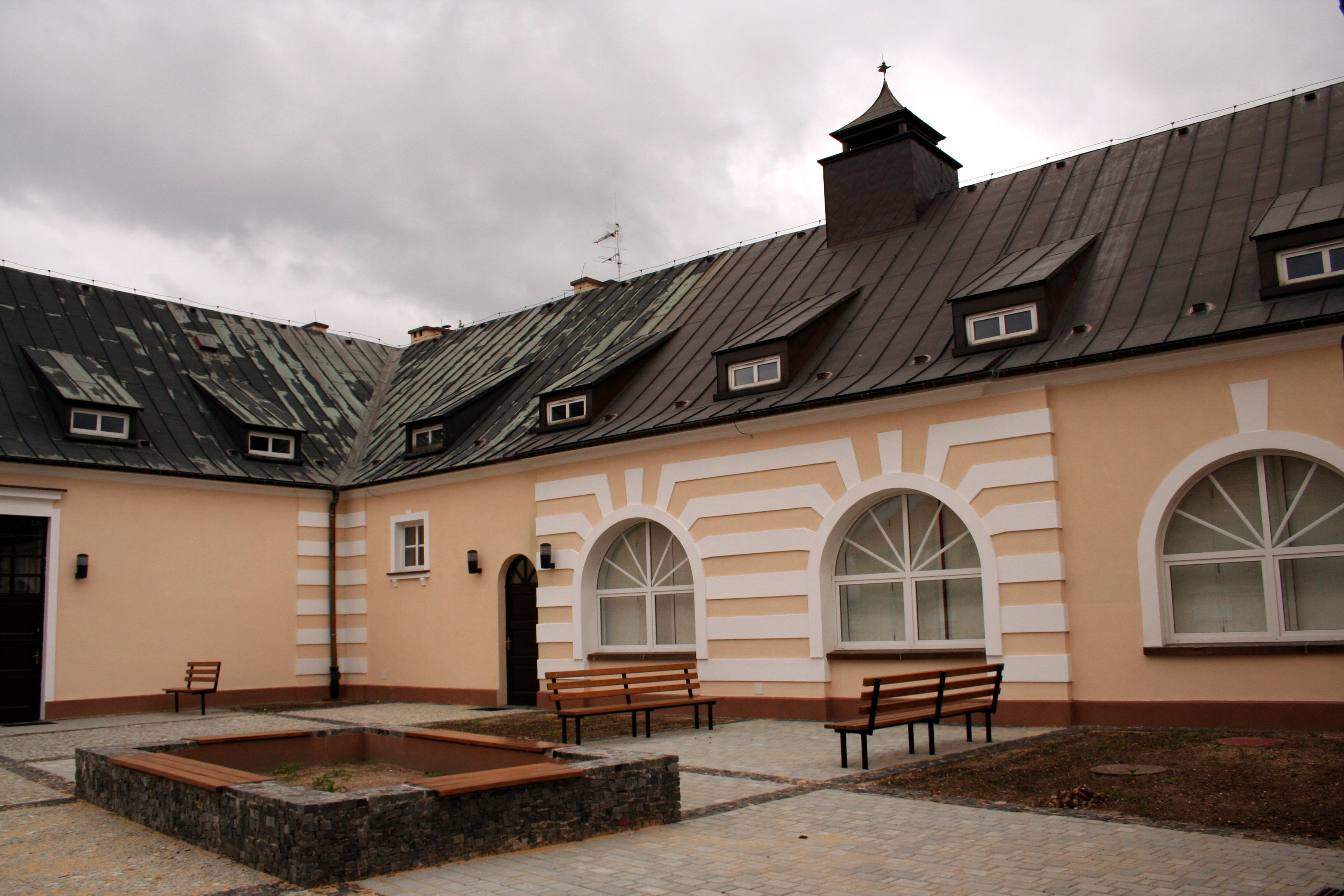
.

Louise meurt le 17 janvier 1881 à Koschentin.